# Andreas Handschuh
Andreas Handschuh (* 1973 Zschopau) je saský vysokoškolský pedagog a politik za CDU. Od roku 2024 je členem Saské státní vlády jako vedoucí Saské státní kanceláře a státní tajemník pro spolkové a evropské záležitosti.

## Život

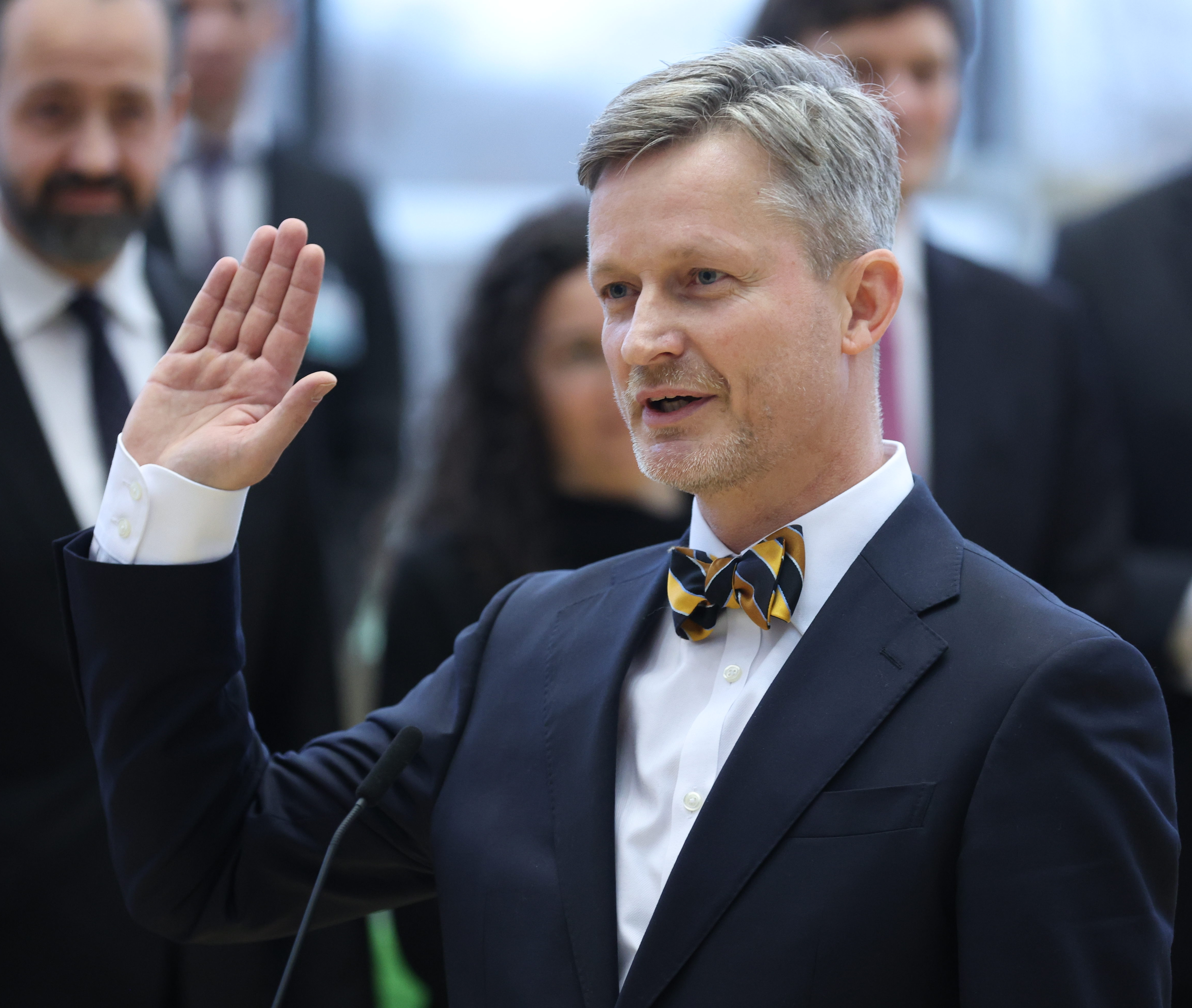
Skládání slibu v Saském zemském sněmu 19. prosince 2024

Po dokončení střední školy absolvoval v letech 1991 až 1992 základní vojenskou službu. Roku 1992 začal studovat práva, národohospodářství a mineralogii na Lipské univerzitě. V letech 1997 až 1999 byl advokátním koncipientem u zemského soudu v Chemnitz a v roce 1999 působil jako přísedící v advokátní kanceláři.
V letech 1999 až 2001 pracoval jako právní poradce na Technické univerzitě Chemnitz. Mezi lety 2001 a 2002 byl krátce zaměstnán na Saském státním ministerstvu pro vědu a umění a v letech 2002 až 2007 působil opět na chemnitzké univerzitě. Roku 2007 byl jmenován kancléřem Technické univerzity Báňské akademie Freiberg a v roce 2008 získal na chemnitzké univerzitě doktorát v oboru práva. Roku 2016 nastoupil do funkce kancléře Technické univerzity v Drážďanech. V roce 2019 získal Handschuh titul čestného profesora na Národní technické univerzitě „Dniperská polytechnika“ sídlící v ukrajinském Dnipru.
Od 1. července 2022 působil Andreas Handschuh ve funkci státního tajemníka na Saském státním ministerstvu pro vědu, kulturu a turismus ve druhé vládě Michaela Kretschmera. Ve třetí vládě Michaela Kretschmera, jmenované dne 19. prosince 2024, zastává funkci vedoucího Saské státní kanceláře a státního tajemníka pro spolkové a evropské záležitosti a je tak členem Saské státní vlády.